# كاورو أداتشي
كاورو أداتشي (باليابانية: 安達かおる؛ بالكانا: あだち かおる) هو منتج أفلام ومخرج ياباني، ولد في 27 يناير 1956 في طوكيو في اليابان.

## وصلات خارجية
- كاورو أداتشي على موقع IMDb (الإنجليزية)
- كاورو أداتشي على موقع كينوبويسك (الروسية)